# Stazione di Castelbuono
La stazione di Castelbuono era una stazione ferroviaria posta sulla Palermo-Messina a servizio dell'omonima città.

## Storia
Venne costruita come stazione passante in superficie sul vecchio tracciato della linea ferroviaria Palermo-Messina, realizzato in ritardo rispetto al programma di costruzioni ferroviarie in Sicilia che, iniziato dalla Società Vittorio Emanuele, dovette essere completato prima dalla Società Italiana per le strade ferrate meridionali dal 1872 e finito, dal 1885 in poi, dalla Società per le Strade Ferrate della Sicilia.
La stazione entrò in servizio il 25 marzo 1894 unitamente al tronco Cefalù–Castelbuono della linea Palermo – Messina.
La stazione inizialmente era provvista di telegrafo, di ponte a bilico, di gru fissa, di piattaforma, di piano caricatore e di magazzino merci.
Da alcuni anni, con la soppressione della "Direzione al Movimento" cioè il "Capostazione", è divenuta una fermata impresenziata.
Sono in corso dal 2016 i lavori di raddoppio del tratto Ogliastrillo - Castelbuono. A lavori conclusi la stazione di Castelbuono svolgerà la duplice funzione di stazione capolinea per il servizio metropolitano di Palermo e di passaggio da semplice a doppio binario e sarà dotata di un piazzale con tre binari, di cui due di corsa e uno di precedenza, per l'inversione di marcia.
Per consentire il progredire dei lavori di raddoppio, il 27 giugno 2021 la stazione è stata soppressa mentre a settembre dello stesso anno il fabbricato è stato demolito.

## Strutture e impianti
La stazione di "Castelbuono" era situata al km 75+434 del tracciato della linea Palermo-Messina, nel comune di Pollina.
La stazione era gestita in telecomando dal DCO nell'impianto di Palermo Centrale. Il fascio binari comprendeva complessivamente tre binari di cui solo il I ed il II sono utilizzati per servizio viaggiatori, il III è tronco. La stazione era situata nei pressi dell'uscita autostradale di Castelbuono ed a circa 14 chilometri dall'omonima località.

## Movimento
Era servita dai treni regionali che espletano servizio sulla direttrice tirrenica della Sicilia.

## Servizi
Per quello che riguarda la categorizzazione delle stazioni, RFI la considerava di categoria bronze.